# Varaždinske Toplice
Varaždinske Toplice so mesto na Hrvaškem, ki upravno spada pod Varaždinsko županijo in istoimensko zdravilišče na Hrvaškem.
Naselje z zdraviliščem leži na nadmorski višini okoli 230 mnm, med gozdnato Topliško goro in planino Kalnik (643 mnm) ob avtocesti Zagreb-Budimpešta. Kraj je od  Varaždina oddaljen okoli 16 km.
Mesto Varaždinske Toplice sestavlja 23 naselij v katerih skupno živi 6.973 prebivalcev (popis 2001).

## Znane osebe rojene v kraju
- Ruža Pospiš Baldani, operna pevka

## Demografija
| Pregled števila prebivalcev po letih | Pregled števila prebivalcev po letih | Pregled števila prebivalcev po letih | Pregled števila prebivalcev po letih | Pregled števila prebivalcev po letih | Pregled števila prebivalcev po letih | Pregled števila prebivalcev po letih | Pregled števila prebivalcev po letih | Pregled števila prebivalcev po letih | Pregled števila prebivalcev po letih | Pregled števila prebivalcev po letih | Pregled števila prebivalcev po letih | Pregled števila prebivalcev po letih | Pregled števila prebivalcev po letih | Pregled števila prebivalcev po letih |
| ------------------------------------ | ------------------------------------ | ------------------------------------ | ------------------------------------ | ------------------------------------ | ------------------------------------ | ------------------------------------ | ------------------------------------ | ------------------------------------ | ------------------------------------ | ------------------------------------ | ------------------------------------ | ------------------------------------ | ------------------------------------ | ------------------------------------ |
| 1857                                 | 1869                                 | 1880                                 | 1890                                 | 1900                                 | 1910                                 | 1921                                 | 1931                                 | 1948                                 | 1953                                 | 1961                                 | 1971                                 | 1981                                 | 1991                                 | 2001                                 |
| 917                                  | 1141                                 | 1189                                 | 1256                                 | 1245                                 | 1250                                 | 1261                                 | 1248                                 | 1179                                 | 1282                                 | 1193                                 | 1293                                 | 1642                                 | 1891                                 | 1877                                 |